# Why Are We Not Perfect?
Why Are We Not Perfect? es el título del quinto EP de la banda de post-metal y shoegazing Jesu. Fue publicado el 19 de agosto de 2008 bajo los sellos discográficos Hydra Head Records en Estados Unidos, y Daymare Recordings en Japón. Incluye todas las canciones realizadas por Jesu en el split liberado junto a Eluvium, además de versiones alternativas de éstas, creadas exclusivamente para este EP.

## Canciones
La última canción es exclusiva de la versión liberada por Daymare Recordings.

### Lista de canciones
1. «Farewell» – 6:26
2. «Blind & Faithless» – 3:31
3. «Why Are We Not Perfect?» – 6:43
4. «Farewell (Alternative Version)» – 6:45
5. «Why Are We Not Perfect? (Alternative Version)» – 6:50
6. «Blind & Faithless (Alternative Version)» – 6:22